# 克里沃皮利亞
48°11′41″N 24°41′46″E / 48.19472°N 24.69611°E
克里沃皮利亞（羅馬化：Kryvopillia）是烏克蘭西部伊萬諾-弗蘭科夫斯克州韋爾霍維納區韋爾霍維納市鎮的村莊，始建於1899年，面積59平方公里，2001年人口959，人口密度每平方公里16.3人。